# NGC 1262
NGC 1262 је спирална галаксија у сазвежђу Еридан која се налази на NGC листи објеката дубоког неба.
Деклинација објекта је - 15° 52' 48" а ректасцензија 3h 15m 33,6s. Привидна величина (магнитуда) објекта NGC 1262 износи 14,3 а фотографска магнитуда 15,0. NGC 1262 је још познат и под ознакама MCG -3-9-14, IRAS 03132-1604, PGC 12107.